# Dana White

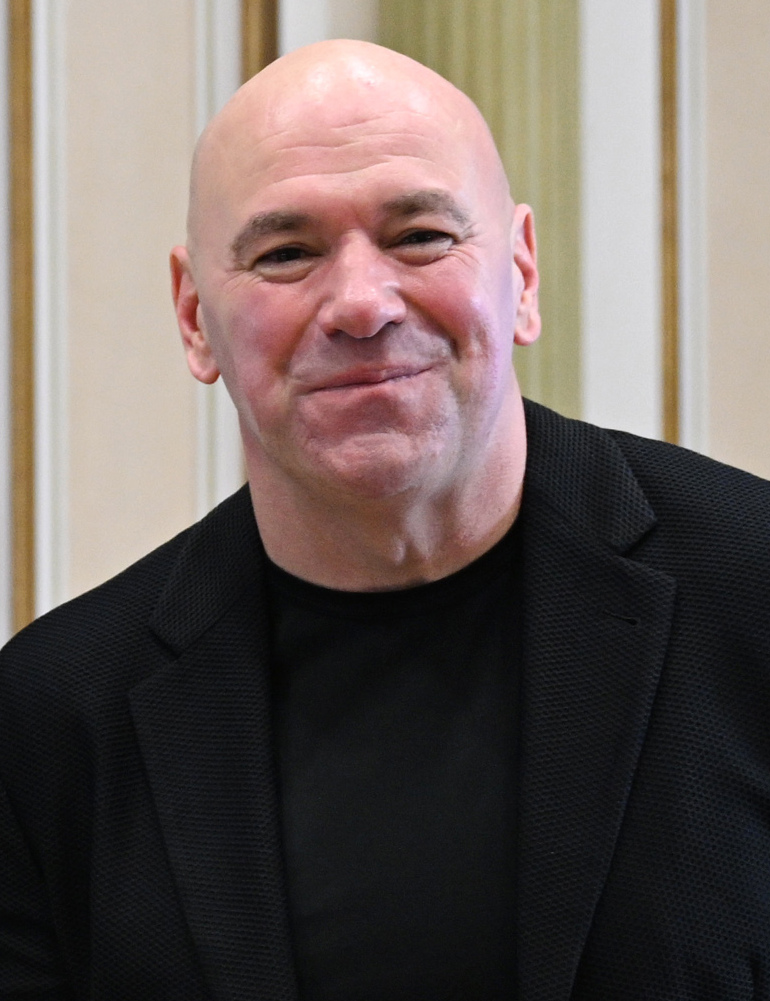
Dana White (2025)

Dana Frederick White Jr. (* 28. Juli 1969 in Manchester, Connecticut) ist ein US-amerikanischer Unternehmer und der gegenwärtige Präsident der UFC, einer MMA-Organisation aus den USA.

## Biografie

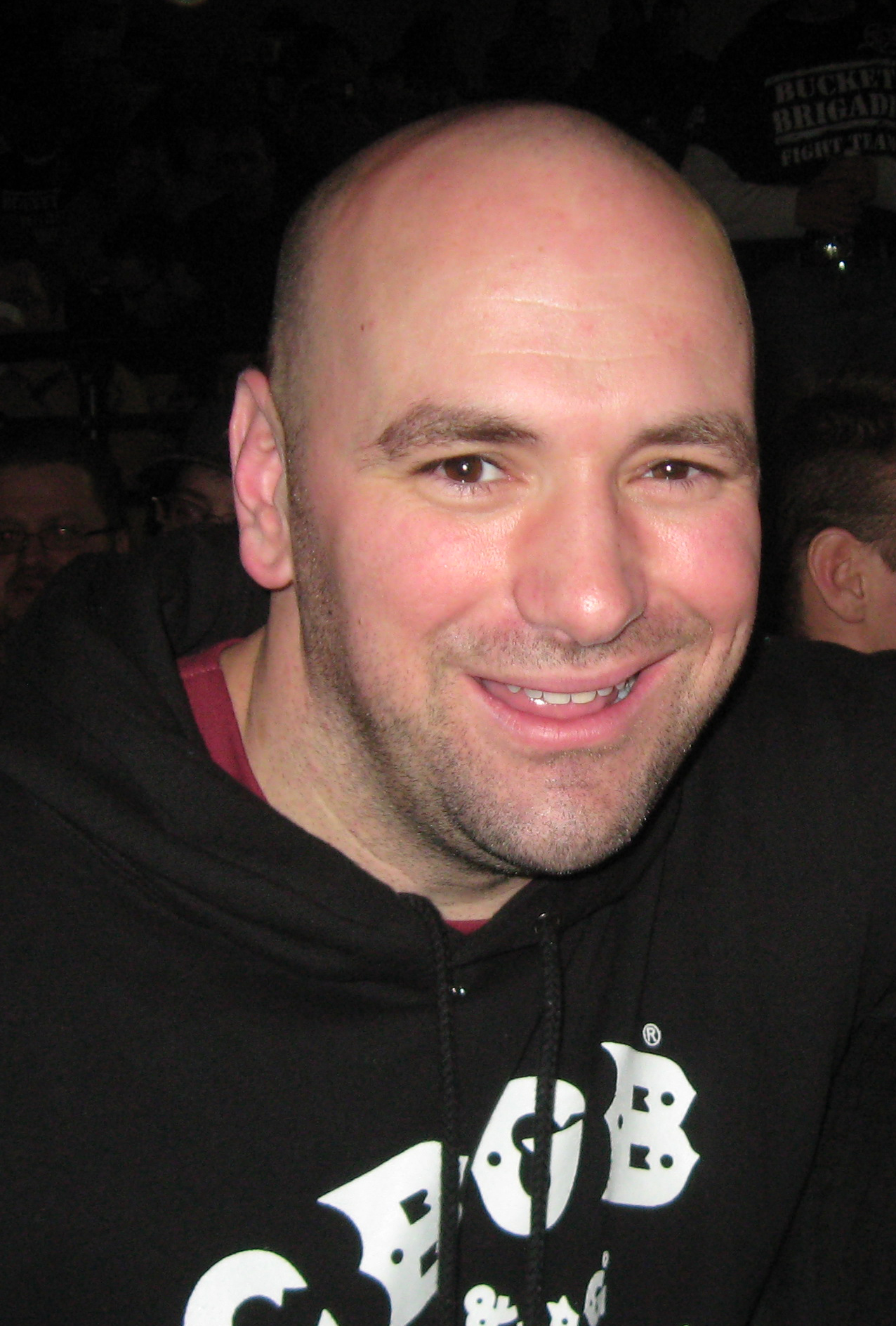
Dana White (2008)

Geboren in Manchester, Connecticut wuchs White in Las Vegas, Nevada sowie Boston, Massachusetts und Levanti, Maine auf. Er ist ein begeisterter Anhänger der Baseballmannschaft Boston Red Sox. Während einer oft schweren Jugendzeit pendelte er häufig zwischen Las Vegas und Maine. Er besuchte zwei Jahre lang ein College in Boston, erreichte aber keinen Abschluss. Danach initiierte er ein Boxprogramm für Kinder aus ärmeren Großstadtvierteln.
White hat einen beruflichen Hintergrund als Aerobic-Trainer. 1992 gründete er das Unternehmen Dana White Enterprises mit Sitz in Las Vegas. Er leitete Aerobic-Kurse in drei verschiedenen Fitnessstudios im Großraum Las Vegas und begann eine Tätigkeit als Manager der beiden MMA-Kämpfer Tito Ortiz und Chuck Liddell.
Während seiner Tätigkeit als Manager erfuhr White, dass die Semaphore Entertainment Group, in deren Besitz sich die UFC zu diesem Zeitpunkt befand, nach einem Käufer für die UFC suchte. White kontaktierte Lorenzo Fertitta, einen Freund aus Jugendtagen, der als Geschäftsführer der Station Casinos tätig sowie ehemaliger Kommissar der Nevada State Athletic Commission war. Innerhalb eines Monats kauften Lorenzo Fertitta und sein älterer Bruder Frank die UFC und setzten White als deren Präsident ein. Zurzeit gehört White ein Anteil von 10 % an der Zuffa LLC, die gegründet wurde, um die UFC zu verwalten. Anfang 2025 wurde White in den Vorstand von Meta berufen.

## Ehe und Familie
White ist seit 1996 verheiratet mit Aeanne Stella. Beide haben zwei Söhne und eine Tochter.